# Une ville flottante
Une ville flottante est un roman de Jules Verne, paru en 1871.

## Résumé
Le narrateur, qui ne se nomme pas, effectue une traversée de l’Atlantique sur un gigantesque paquebot, le Great-Eastern. Au cours de cette traversée, il rencontre sur le même navire son ami, le capitaine McElwin, qui est à la recherche de sa fiancée mariée contre son gré à un rival ; la jeune femme en est tombée folle de chagrin.
Pendant ce voyage très mouvementé sur un bateau gigantesque mais fragile, le rival de McElwin, qui s’est également embarqué avec son épouse, meurt foudroyé pendant un orage après avoir défié McElwin en duel.
Libérée de l’emprise de son mari et parvenue aux États-Unis, la fiancée de McElwin retrouve peu à peu la raison devant la beauté des chutes du Niagara.

## Historique
Le roman est d'abord publié dans le Journal des Débats du 9 août au 6 septembre 1870, puis mis en vente, sous forme de volume, le 17 juillet 1871, chez Hetzel.
La ville flottante, c'est le Great Eastern, un énorme navire faisant la traversée Liverpool – New York, à bord duquel se trouvent plusieurs milliers de personnes, avec leurs caractères différents. Une vraie société. Le personnage principal du récit en est le narrateur.

## Thèmes abordés dans le roman
- Le gigantisme du Great Eastern et de ses infrastructures (l’usage massif de la vapeur pour actionner la machinerie de cet immense paquebot de luxe)
- La folie (incarnée par le personnage d’Ellen Hodges)

## Liste des personnages

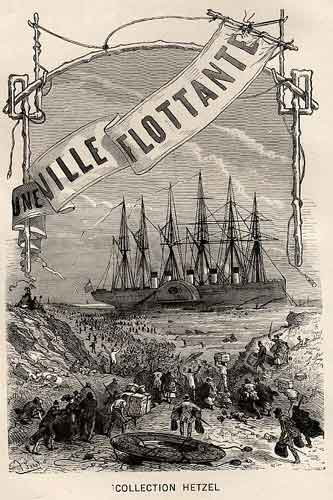
Frontispice du roman par Jules Férat.

## Liste des personnages[2]
- Capitaine Anderson
- M. Alfred Cohen
- Mrs. Cohen
- Cockburn
- Capitaine Archibald Corsican
- Jules D…
- Harry Drake
- Cyrus Field
- Baron Gauldrée Boilleau
- M. Hatch[3].

- Ellen Hodges
- Hon. J Mac Alpine
- Capitaine Fabian Mac Elwyn
- Mac Carthy
- Capitaine Mac Ph[erson]…[4]
- Mrs. Mac Ph[erson]…
- O’Kelly
- Docteur Dean Pitferge
- Mrs. R…
- Hon. John Rose
- W…
- M. Whitney
- Mrs. Whitney
- Wilmore
- Wilson